# Bipirâmide pentagonal alongada

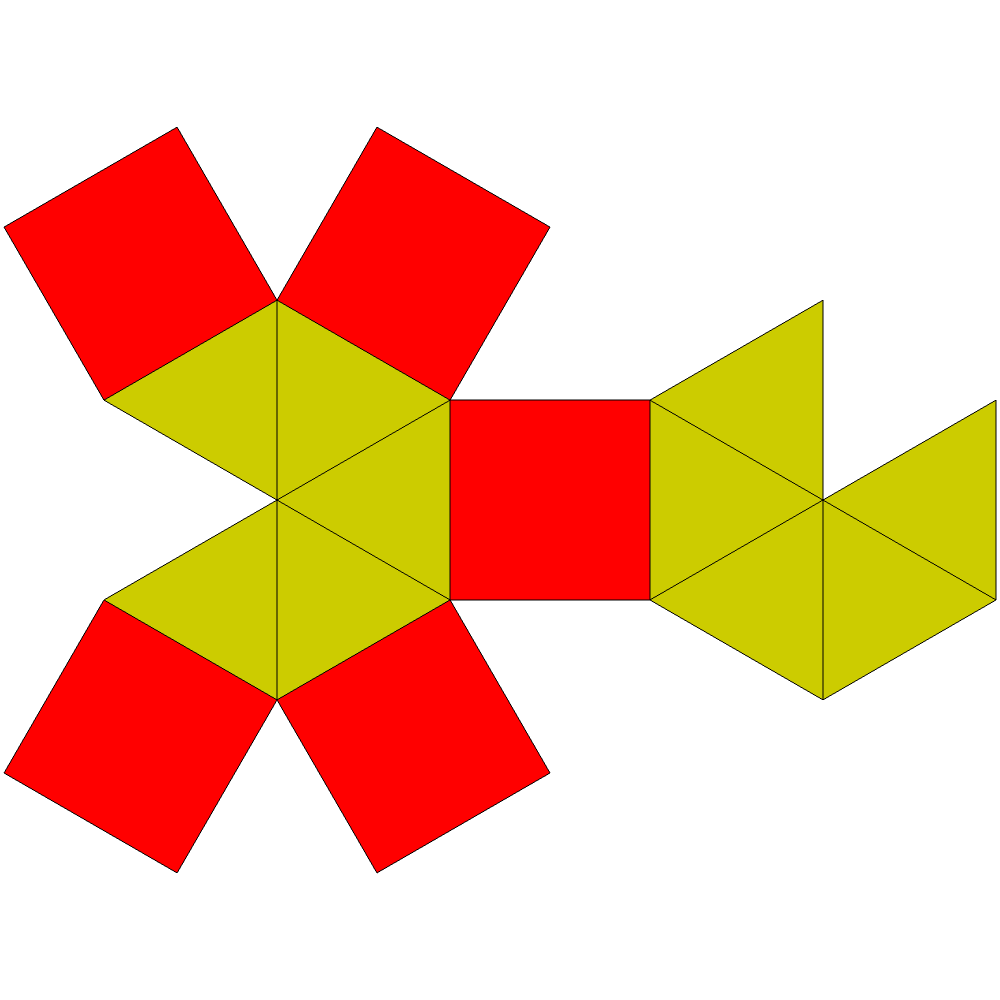
Planificação

Bipirâmide pentagonal alongada é um poliedro constituído por duas pirâmides pentagonais e um prisma pentagonal.
As suas faces são 10 triângulos e 5 rectângulos.
No caso dos triângulos serem equiláteros e os lados do prisma quadrados é um Sólido de Johnson, gerado pela acumulação de duas pirâmides pentagonais e um prisma pentagonal regular.
Tem 25 arestas e 12 vértices.